# 新华庄站
新华庄站位于中华人民共和国甘肅省临泽县新华乡，是兰新铁路的一座火车站，等级为四等站，距兰州站595公里，距乌鲁木齐南站1297公里，本站及相邻上下行区间均为电气化区段。本站仅办理货运，不办理客运业务。